# Ashikaga Ujimitsu
Ashikaga Ujimitsu est un nom japonais traditionnel ; le nom de famille (ou le nom d'école), Ashikaga, précède donc le prénom (ou le nom d'artiste).
Ashikaga Ujimitsu (足利氏満) (1359–1398) est un guerrier de l'époque Nanboku-chō et deuxième Kantō kubō, (représentant du shogun) du Kamakura-fu. Fils du premier Kantō kubō Ashikaga Motouji, il succède à son père en 1367 à l'âge de neuf ans lorsque ce dernier meurt subitement lors d'une épidémie. C'est durant son règne que le titre Kantō kubō devient assez commun pour apparaître pour la première fois par écrit. Il est en fait contenu en 1367 dans une entrée du Tsurugaoka Jishoan (鶴岡事書安). Ce titre est en lui-même un acte de rébellion, parce qu'il est d'abord adopté par Takauji lui-même et son usage implique donc l'égalité avec le shogun. De fait, le Kanto kubō est parfois appelé shogun de Kantō.
Il est le premier Kantō kubo à ouvertement aspirer au shogunat et sa relation avec le shogun Ashikaga Yoshimitsu de Kyoto se détériore par conséquent au point d'être comparée à une relation de « chiens et chats ».

## Biographie
Ujimitsu devient Kantō kubō à l'âge de 9 ans lorsque son père meurt soudainement à l'âge de 29 ans durant une épidémie. En raison de son très jeune âge, il lui est donné Uesugi Noriaki comme régent et le prêtre zen rinzai Gidō Shūshin comme tuteur. (Mais Noriaki décède l'année suivante et son fils Yoshinori le remplace). Immédiatement après l'accession d'Ujimitsu au pouvoir, Uesugi Noriaki quitte Kamakura pour Kyoto pour représenter les Kantō kubō à la cérémonie d'intronisation d'Ashikaga Yoshimitsu. Profitant de son absence, certaines familles Musashi, dirigées par les clans Kawagoe et Takasaka, se révoltent contre la domination des Ashikaga dans ce qui s'appelle la révolte Hei (平一揆, Hei Ikki) et sont bientôt rejointes par le clan Utsunomiya de la province de Shimotsuke. Cependant, les Uesugi restent loyaux et défont la coalition.
Ujimitsu travaille en permanence pour définir et consolider les structures du bakufu de Kamakura dont il a hérité. Ayant acquis le plein contrôle de la région de Kantō, il conçoit alors l'idée de devenir shogun, profitant du fait que le shogun Yoshimitsu est occupé à conquérir Kyūshū. Au fil des ans cependant, il abandonne l'idée après que Uesugi Noriharu a commis seppuku en signe de protestation et se rend compte de son manque de soutien fiable de la part des autres clans comme les Toki et les Kyōgoku. Il ordonne une campagne contre Oyama Yoshimasa, partisan cour du sud de Kantō contre les Ashikaga, qui s'est révolté. Bien que Yoshimasa est vaincu et tué en 1382, la lutte contre le clan Oyama continuera toute la vie de Ujimitsu. En 1391, il s'allie avec le shogun Yoshimitsu contre le clan Yamana et, bien que la campagne prend fin avant qu'il a pu y participer, il est néanmoins récompensé avec les provinces de  Mutsu et Dewa.

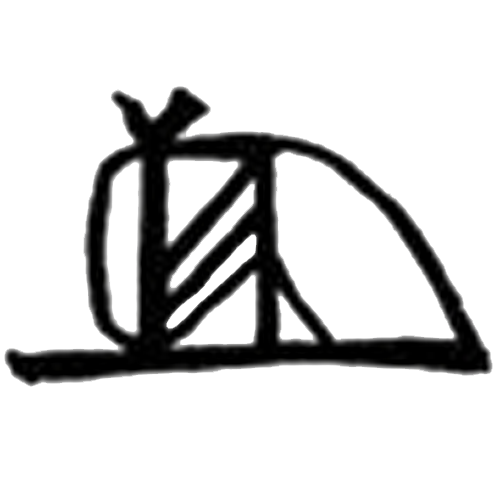
Kaō (signature stylisée) d'Ashikaga Ujimitsu

Ujimitsu n'abandonne jamais complètement l'ambition de devenir shogun et peu à peu sa relation avec le shogun Yoshimitsu s'aggrave au point d'être décrite comme une hostilité ouverte. Le fait qu'il n'a pas à subir les conséquences de la situation est probablement du aux bons offices de son tuteur d'enfance Gidō Shūshin qui, étant à Kyoto, peut intercéder pour lui auprès de Yoshimitsu, mais aussi à la médiation des Uesugi et à son travail contre le clan Oyama qui a servi les intérêts de la branche du Kansai des Ashikaga.
Décédé à l'âge de 41 ans, il est enterré au temple rinzai près de Kamakura appelé Yōan-ji (永安寺), plus tard incorporé au Zuisen-ji. Il s'agit du même temple où son petit-fils Mochiuji, défait en 1439 par l'armée de Kyoto, commet le seppuku pour éviter la honte d'être capturé.
Sur place, près du Zuisen-ji où se trouvait le Yōan-ji, se tient une stèle avec l'insctiption :

« Lorsque le Kantō kubō Ashikaga Ujimitsu meurt le 11 janvier 1398, il reçoit le nom posthume Yōanji Hekizan Zenkō (永安寺壁山全公). Son fils Mitsukane construit ce temple et lui donne le nom posthume de son père. Dombo Ushūō, l'oshō (en) du temple est un partisan de Musō Soseki. Le 24 mars 1439, le kubō Mochiuji, un descendant d'Ujimitsu, combat ici contre le shogun Yoshinori, est vaincu et s'éventre. Le temple est incendié et jamais reconstruit. C'est là qu'il se tenait.
Érigé par le Kamakuramachi Seinendan en mars 1926 »